# Vladimír Svozil
Vladimír Svozil (20. listopad 1966, Praha) je český malíř.

## Životopis
Svou uměleckou dráhu zahájil na přelomu tisíciletí, tedy až po 30. roce svého života. Žije a tvoří v jihočeském Písku. V roce 2011 je jedním ze zakládajících členů Prácheňské umělecké besedy (PUB), která je volným sdružením umělců a přátel umění se vztahem k písecku.

## Dílo
Od počátečních malých pláten přešel velice rychle k velkým rozměrům. Maluje převážně akrylem výraznými tahy štětce nebo špachtle. Obraz vzniká postupně kladením transparentních vrstev. Některé obrazy tvoří kombinovanou technikou: spolu s malbou akrylem využívá perokresby, kresby uhlem, akvarel, koláž.
Stěžejní témata: figurální tvorba, zátiší, abstrakce.
Obrazy jsou výrazně expresionistické a symbolické, často v kombinaci modré a zelené.

## Výstavy
O jeho uměleckých aktivitách se začíná více mluvit poté, co rokem 2011 pořádá oficiální výstavy svých děl.
- 2011 – Galerie Portyč, Písek[1][2]
- 2011 – Hornické muzeum Příbram, Příbram[3]
- 2012 – Galerie Portyč, Písek

## Některá díla
- Pištec[4]
- Klaun[5]
- Dívka s deštníkem[6]
- Vrak[7]